# Arboretum der Insel Mainau

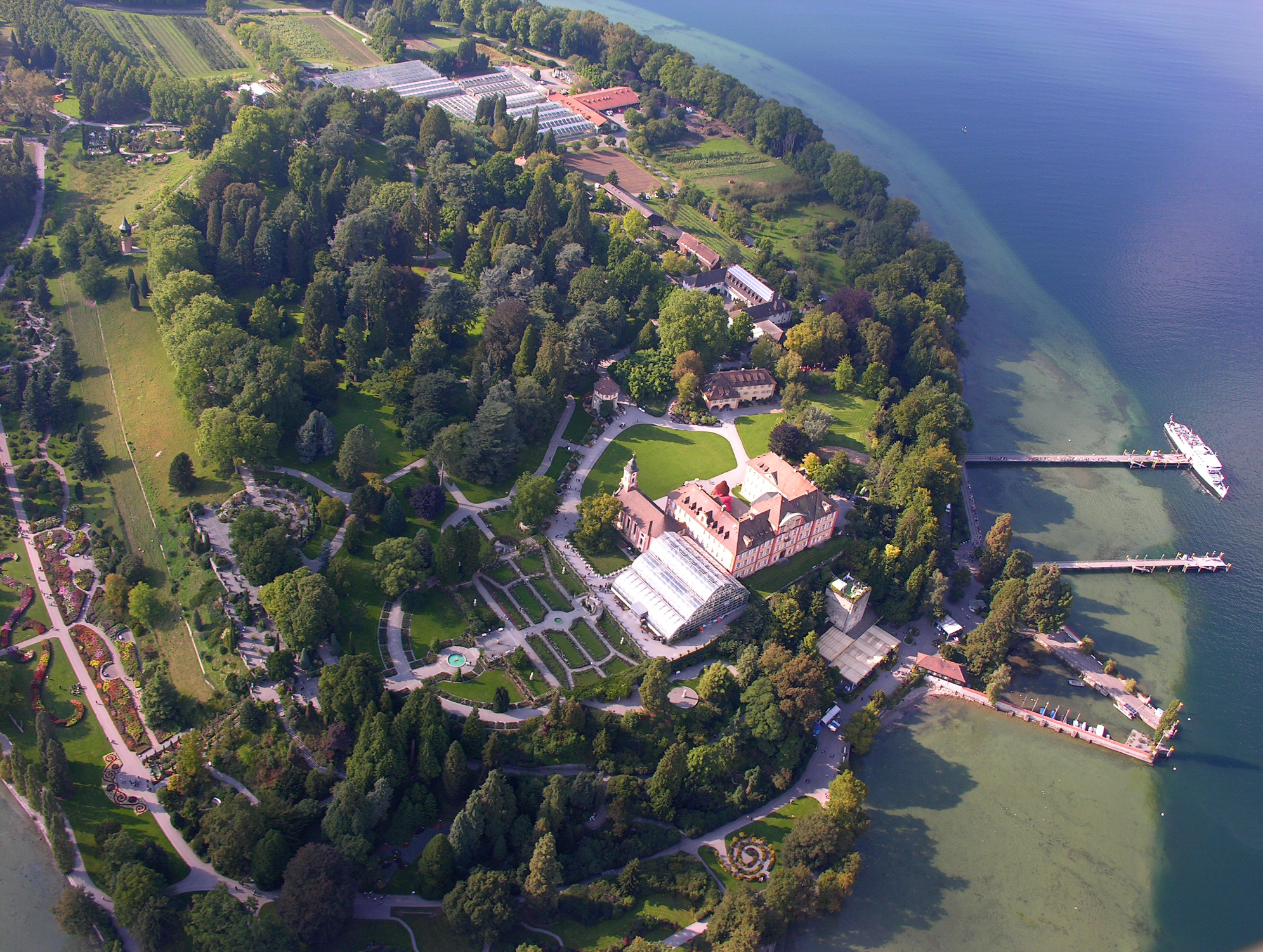
Das Arboretum ist hinter dem Schloss gut zu erkennen.

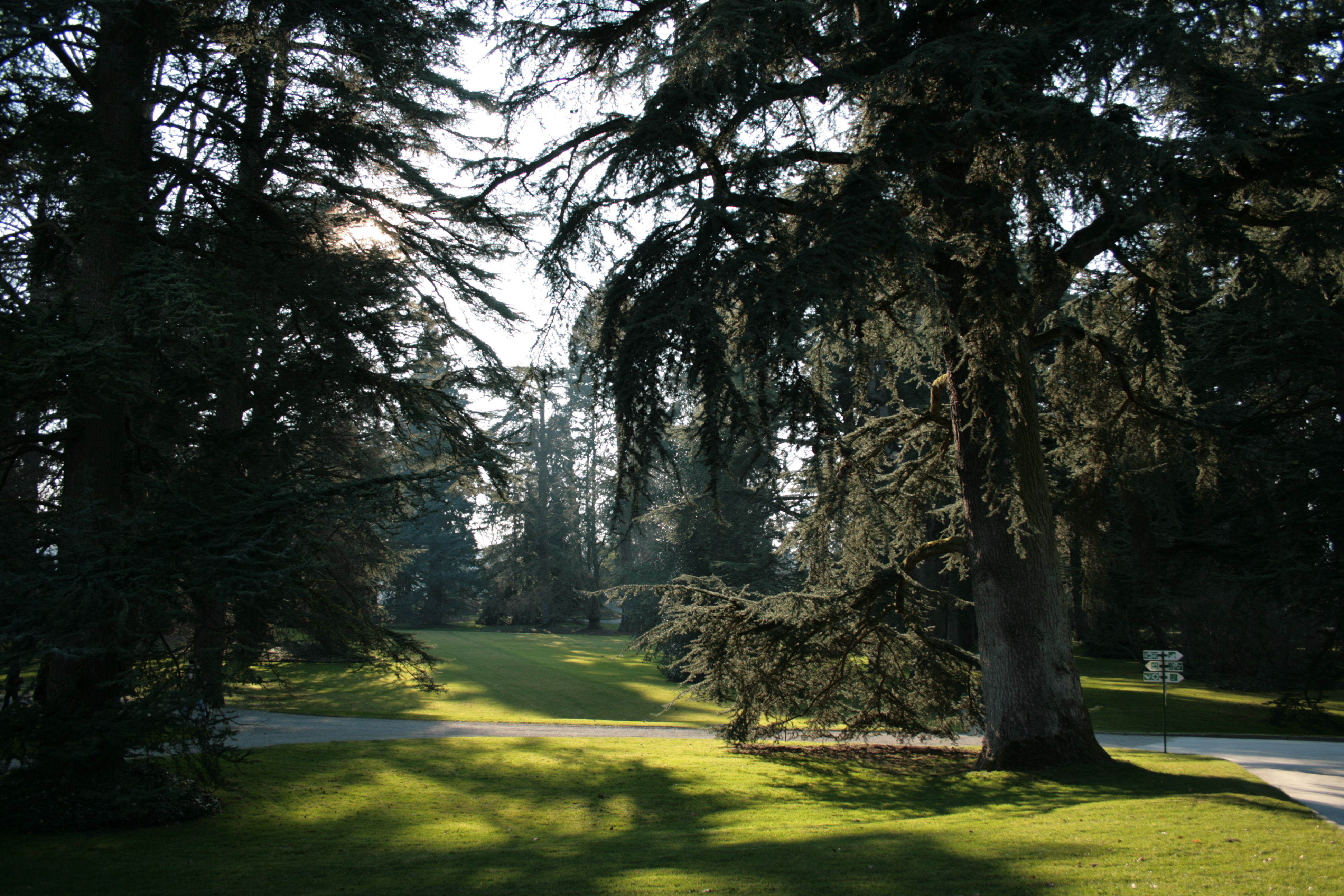

Das Arboretum der Insel Mainau dehnt sich größtenteils südlich des Schlosses auf der Hochfläche der Insel Mainau im Bodensee aus.

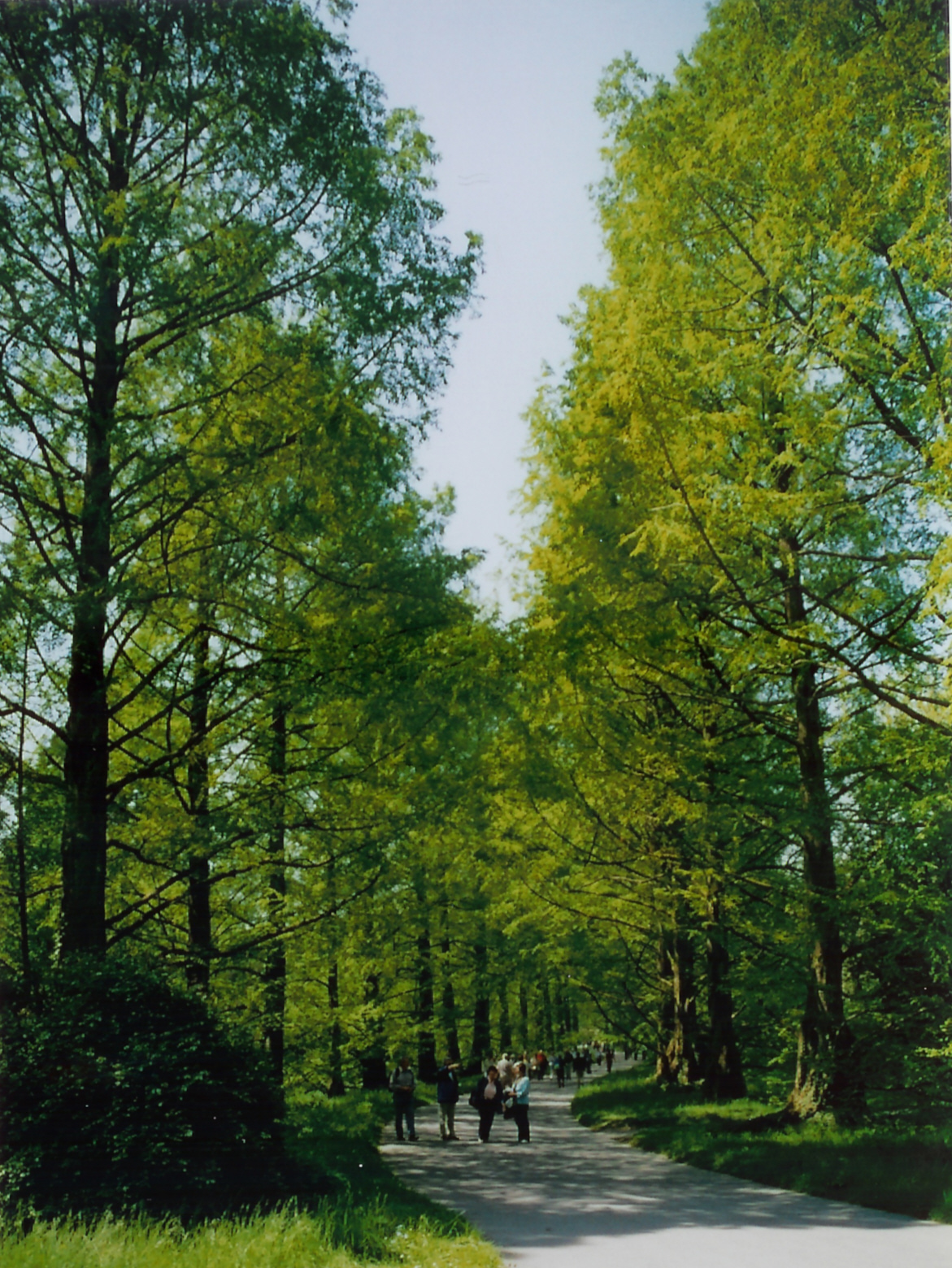
Die 1959/1960 angelegte Allee von Metasequoien (Mai 2006)

## Geschichte
Begründet wurde das Arboretum vom badischen Großherzog Friedrich I., dessen besondere Vorliebe seltenen Gehölzen aus aller Welt galt. Schon kurz nach dem Kauf der Mainau 1853 kamen exotische Bäume auf die Insel. Die Sortimente wurden in den folgenden Jahrzehnten ständig bereichert und gepflegt. Heute umfasst die Baumsammlung der Mainau mehr als 500 verschiedene Arten von Laub- und Nadelgehölzen. Darunter befindet sich einer der „ältesten“ Urweltmammutbäume (Metasequoia glyptostroboides) Deutschlands. Der aus China stammende Baum war 1952 als 70 Zentimeter großes Bäumchen im Ufergarten ausgepflanzt worden. Besonders gewaltig sind einige Exemplare des Riesenmammutbaumes (Sequoiadendron giganteum). Die Samen dieser Bäume kamen 1853 aus Kalifornien, und 1864 ließ Friedrich I. zahlreiche Bäume auf der Mainau pflanzen. Damit gehören sie zu den ältesten ihrer Art in Europa. Neben den riesigen Mammutbäumen befinden sich kostbare Zedern, Metasequoien und Tulpenbäume.
Die Gehölze sind mit ihrem deutschen und wissenschaftlichen Namen sowie ihrer botanischen Heimat ausgewiesen.

## Bilder

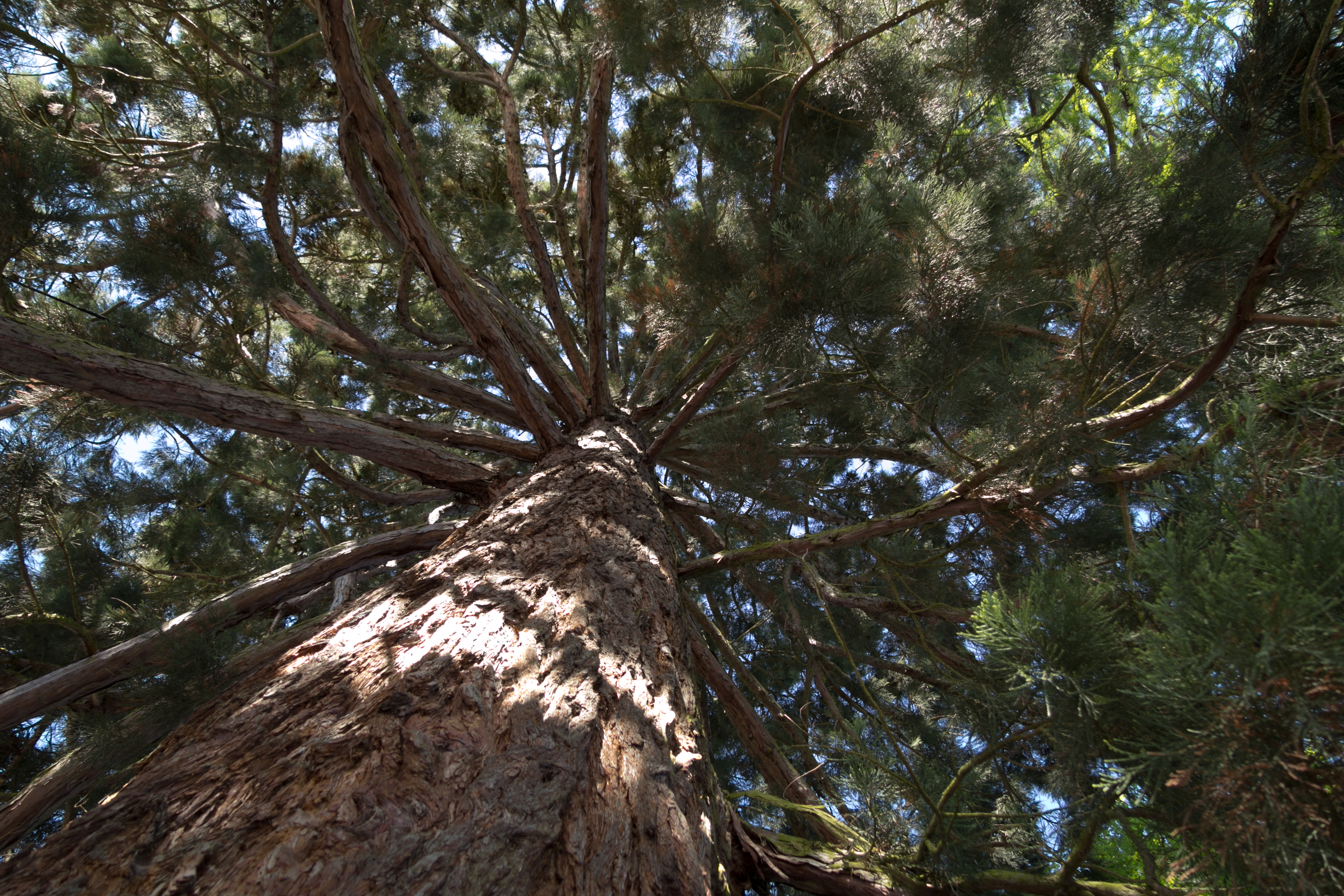
Mammutbaum
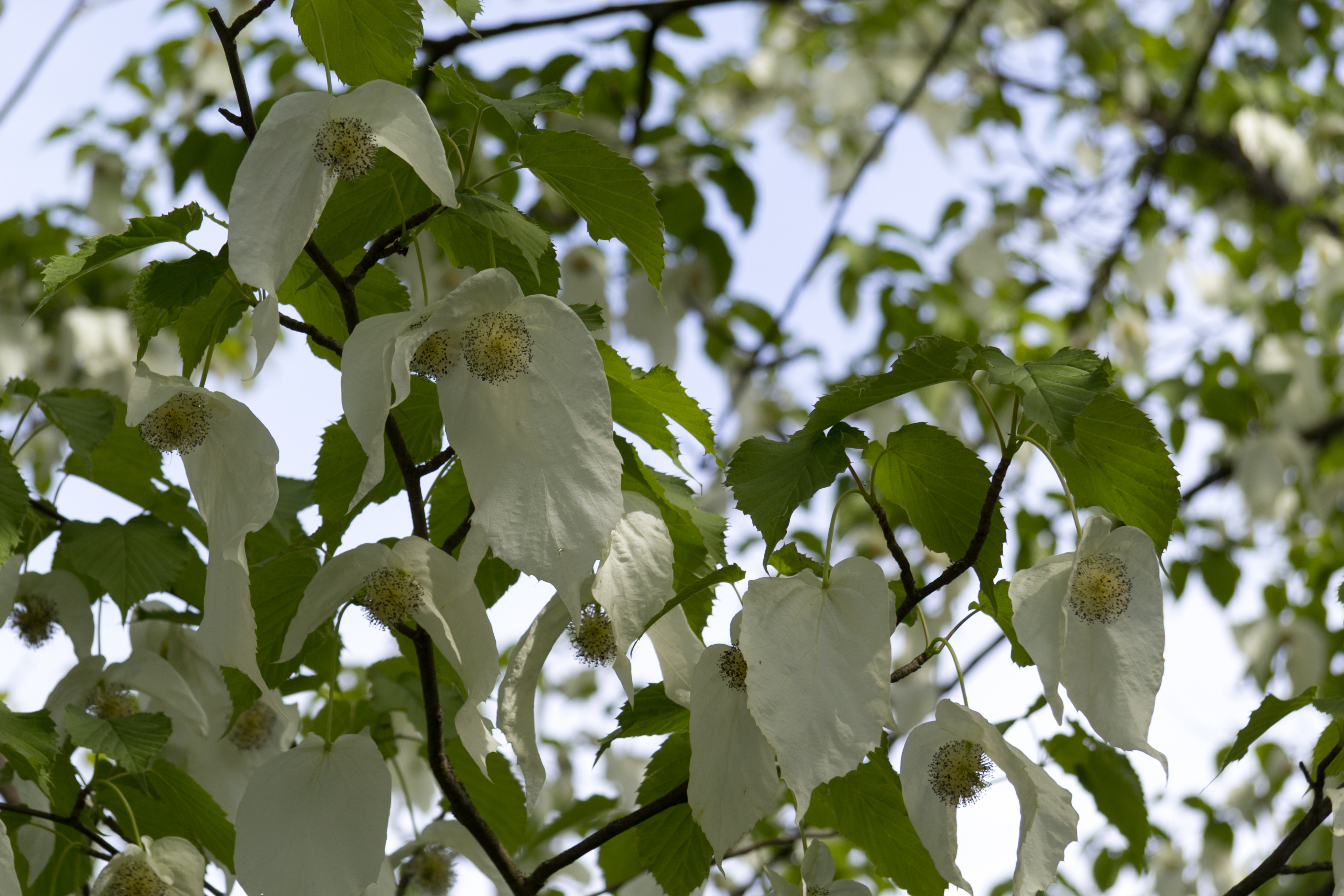
Taschentuchbaum
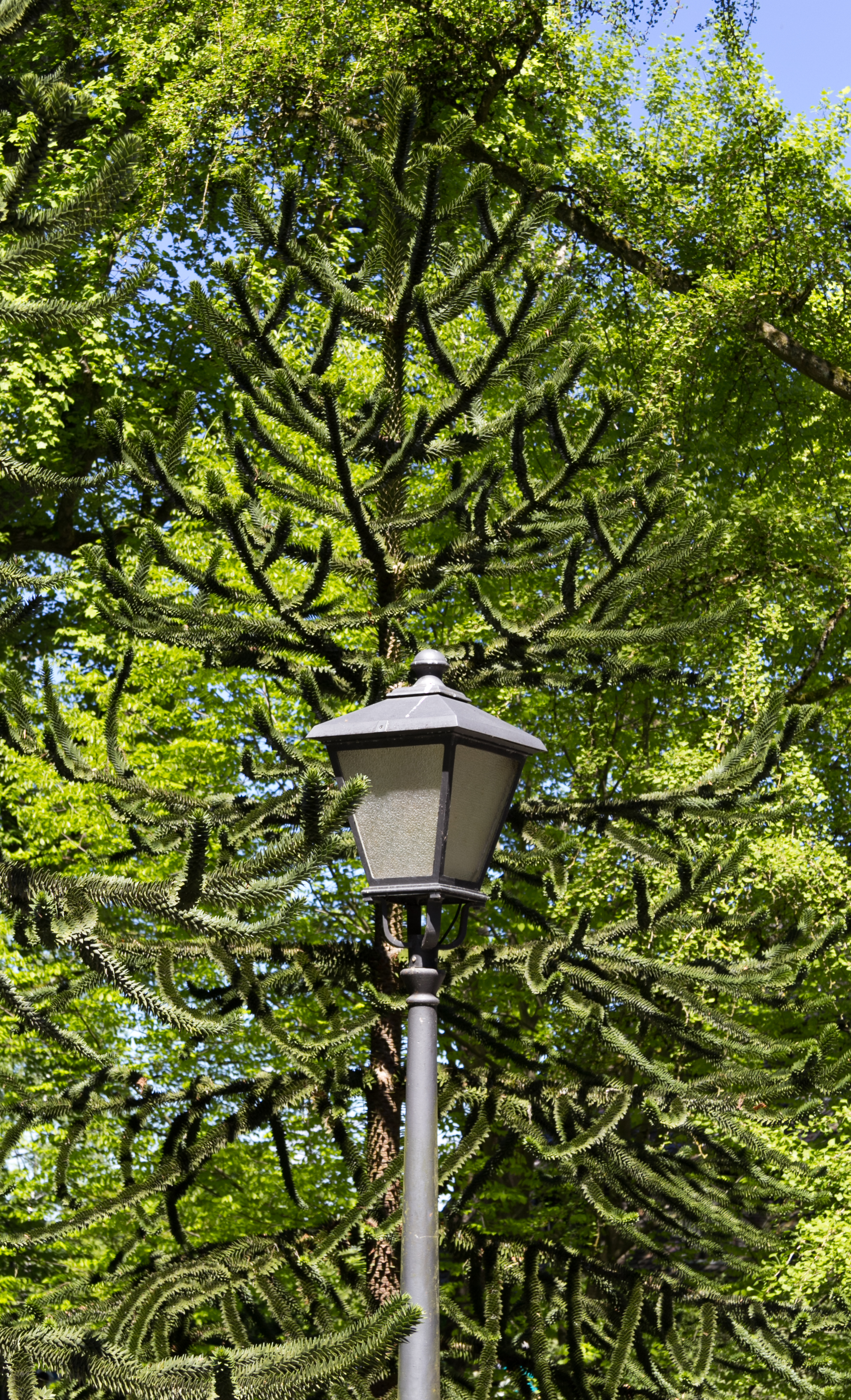
Araukarie
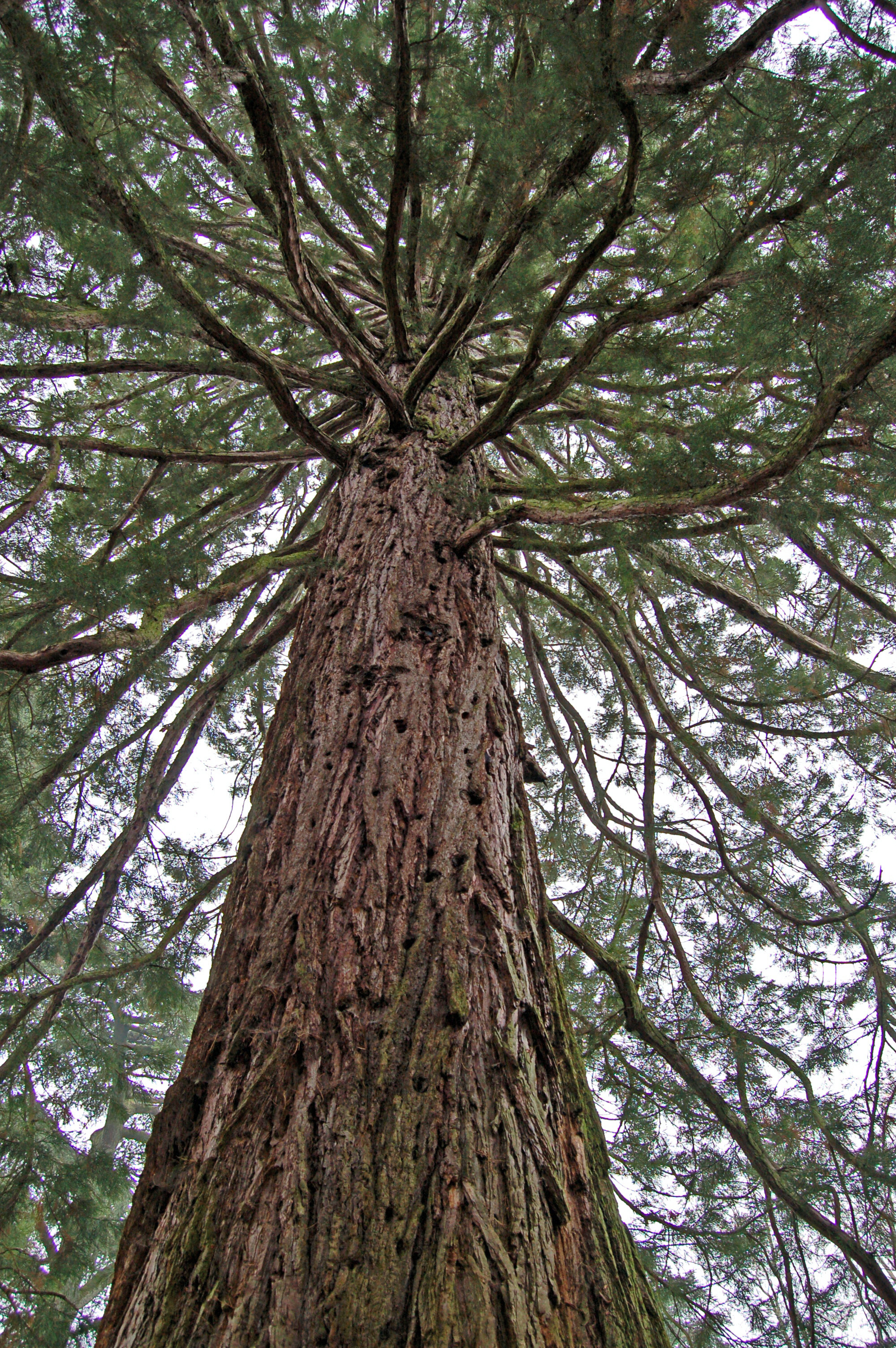
Zeder